# Port Racine
Port Racine est un port de pêche situé à Saint-Germain-des-Vaux, dans le département de la Manche, en Normandie. Il est réputé pour être l'un des plus petits ports de France.

## Description
Port Racine est situé au lieu-dit Le Pont des Vaux, au cœur de l'anse Saint-Martin, sur la côte nord de la Hague. Il est constitué de deux jetées de pierres sèches de granit formant un quadrilatère d'une superficie d'environ 8 ares.
Avec ses acolytes le port Pignot et le port Tatihou, il est l'un des plus petits port de l'Hexagone. Bien qu'une querelle subsiste entre ces trois ports concernant leurs tailles respectives et donc le statut contestable de « plus petit port de France », le conseil départemental de la Manche affirme qu'ils ont tous trois le statut de ports départementaux depuis 1984. En effet, en 2015, ce dernier a déjà dépensé entre 480 000 € et 730 000 € pour leur entretien. La totalité des critères devant ou non être pris en compte (plan d'eau, digue, débarcadère, capacité d'accueil…) est d'origine subjective. Le port Racine reste bel et bien un des plus petits ports de France.

## Histoire
Le site de Port Racine est occupé depuis le Moustérien, comme l'attestent les vestiges de plusieurs habitats de datés de 80 000 à 70 000 ans découverts en 1978 par Gérard Vilgrain et fouillés de 1980 à 1985 par Dominique Cliquet.
Au XVIe siècle, Gilles de Gouberville se rendant sur l'île d'Aurigny fait halte à « la pierre de Saint-Germain », probablement le sommet granitique de la falaise de la Roche du Var ou Rocher du Var, haute de 49 m pouvant servir d'amer. 
Au début du XIXe siècle, le corsaire François-Médard Racine (1774-1817) y construit une jetée de pierre pour y mouiller ses navires, donnant ainsi son nom au petit port. La jetée est remplacée en 1870 et complétée par une seconde en 1886.